# Gobernación de Madaba
La gobernación de Madaba (en árabe: مادبا) es una de las doce gobernaciones del Reino Hachemita de Jordania; ésta se localiza al oeste de Amán, la ciudad capital de Jordania. Su capital es la ciudad de Madaba.

## Demografía
La población de la gobernación ha ido aumentando progresivamente en las últimas décadas:
| Distrito              | Población (Censo de 1994) | Población (Censo de 2004) | Población (Censo de 2015) |
| Gobernación de Madaba | 107 321                   | 129 960                   | 189 192                   |
| --------------------- | ------------------------- | ------------------------- | ------------------------- |
| Dhībān                | 23 497                    | 28 577                    | 36 422                    |
| Qaṣabah Ma'dabā       | 83 824                    | 101 383                   | 152 770                   |

Dado que la gobernación de Madaba tiene una extensión de 2 008 km², la densidad poblacional en 2015 era de 94,21 habitantes por cada kilómetro cuadrado.

## Divisiones internas
La gobernación de Madaba consta de dos nahiyas o áreas, que conforman la subdivisión interna de la misma gobernación.
- Dhiban
- Madaba

## Historia y arqueología
La región ha estado habitada a lo largo de los siglos por los moabitas, nabateos, romanos e imperios árabes musulmanes.
Madaba es conocida por sus mosaicos bizantinos y omeyas, especialmente el Mapa de Mádaba, un gran mapa en mosaico de la época bizantina de Palestina y el delta del Nilo.

## Economía
Gracias a sus lugares históricos y sus atracciones naturales, tales como las aguas termales de Ma'in y el Mar Muerto, el turismo es la principal fuente de ingresos. La gobernación es el quinto destino turístico después de Petra, Gerasa, Áqaba y Amán.
La parte septentrional de la gobernación es agrícola, con una superficie total de 59 kilómetro cuadrado de fincas de frutas y olivos. La producción de aceitunas y frutas de la gobernación es la octava del reino (después de las gobernaciones de Balqa, Irbid, Mafraq, Amán, Ajloun, Gerasa y Zarqa).